# Koninklijke VHOK
De Koninklijke Vereeniging van Handelaren in Oude Kunst in Nederland (Koninklijke VHOK) werd op 13 november 1911 opgericht op initiatief van antiquair Abraham Staal. Leden waren onder anderen Etienne Delaunoy, Bernard Houthakker, Meijer Mossel en S.A. Simons. De vereniging had vanaf het begin drie doelstellingen: het behartigen van belangen, het verbeteren van de onderlinge verhoudingen, en het tegengaan van opzettelijke misleiding en "het verhoogen van het aanzien van ons bedrijf" - de laatste twee als één punt genoteerd.
De vereniging had in 2010 ongeveer negentig leden.

## Voorzitters van het bestuur
- 1911-1912 R. Elion
- 1912-1913 S. Duits
- 1913-1925 E.J. Goudstikker
- 1925-1928 H. Spyer
- 1928-1941 Jacques Goudstikker
- 1945-1954 B. Houthakker
- 1954-1967 R.G. de Boer
- 1967-1974 S. Nijstad
- 1974-1980 S.J. Fontein
- 1980-1987 D.R. Aronson
- 1987-1990 Frides Laméris
- 1990-1993 C.P.A. Castendijk
- 1993-1998 P.L.W. Arts
- 1998-2010 M.H.P. Hoogendijk
- 2010-2019 Robert Aronson
- 2019-2020 Ali Foumani
- 2020-heden Pieter Ariëns Kappers